# بلکراک (دوبلین)
شهر بلکراک (به انگلیسی: Blackrock) با جمعیت ۲۷٫۹۸۱ نفر در شهرستان دوبلین در کشور جمهوری ایرلند واقع شده‌است.

## نگارخانه

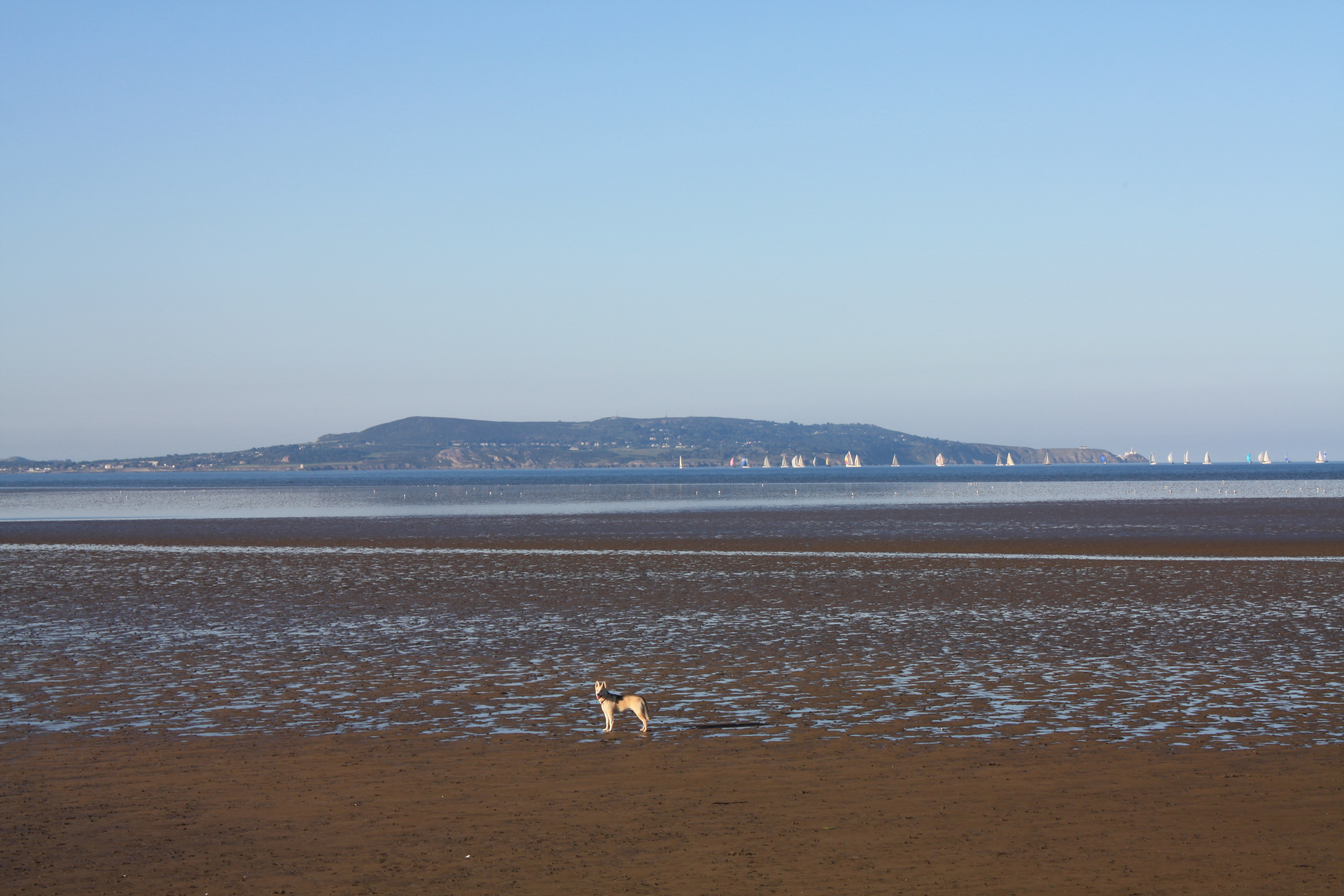
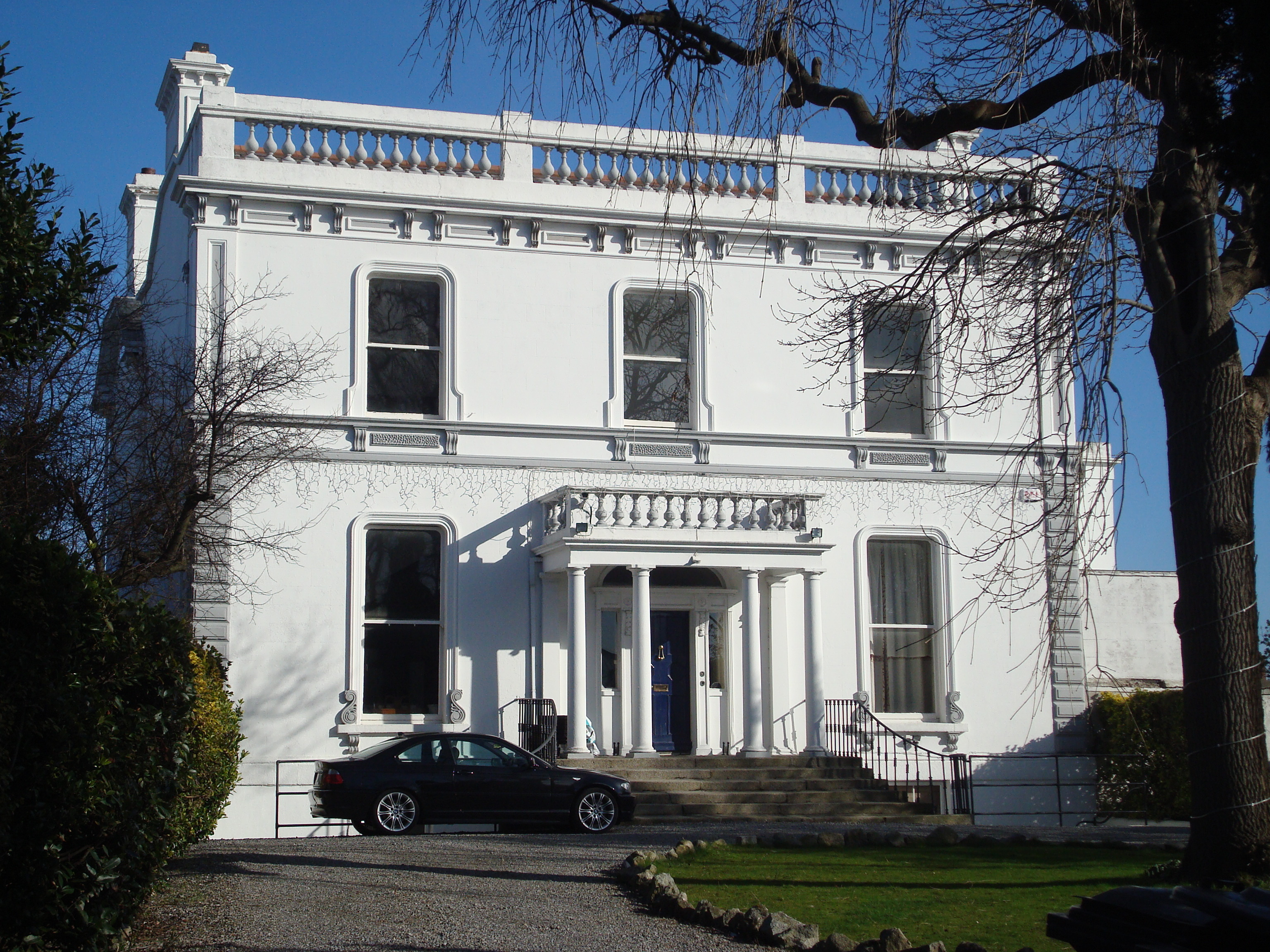
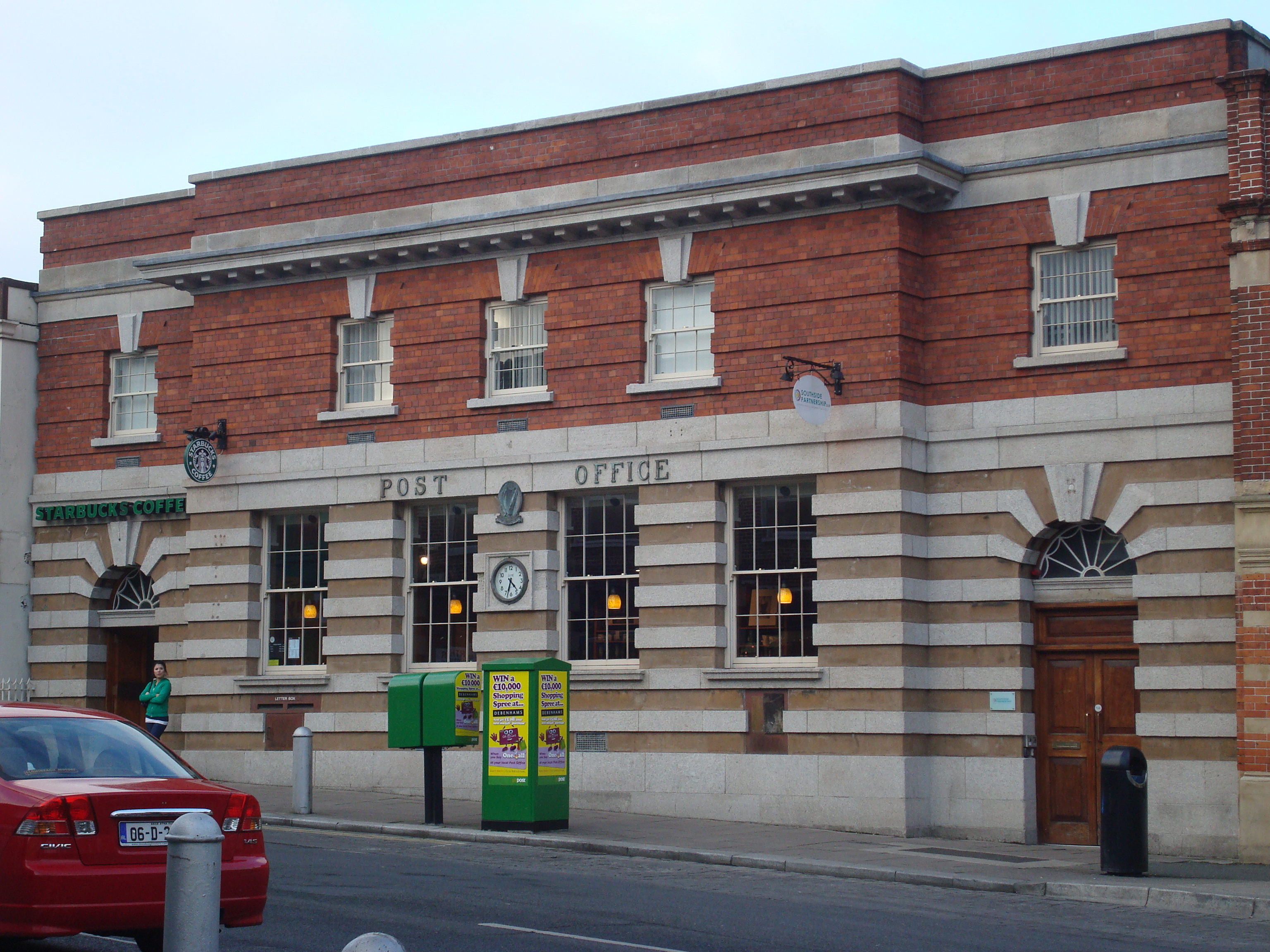
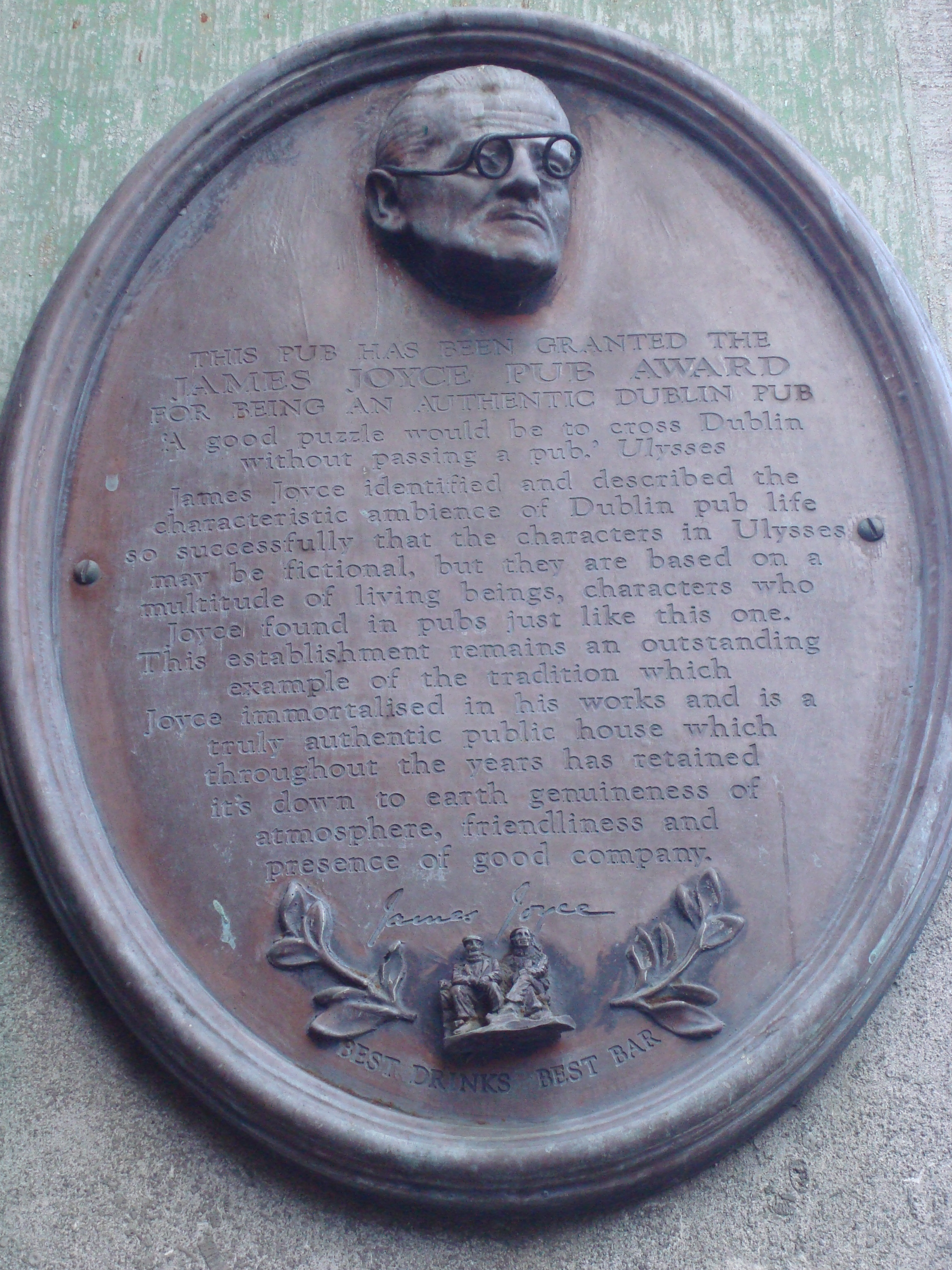
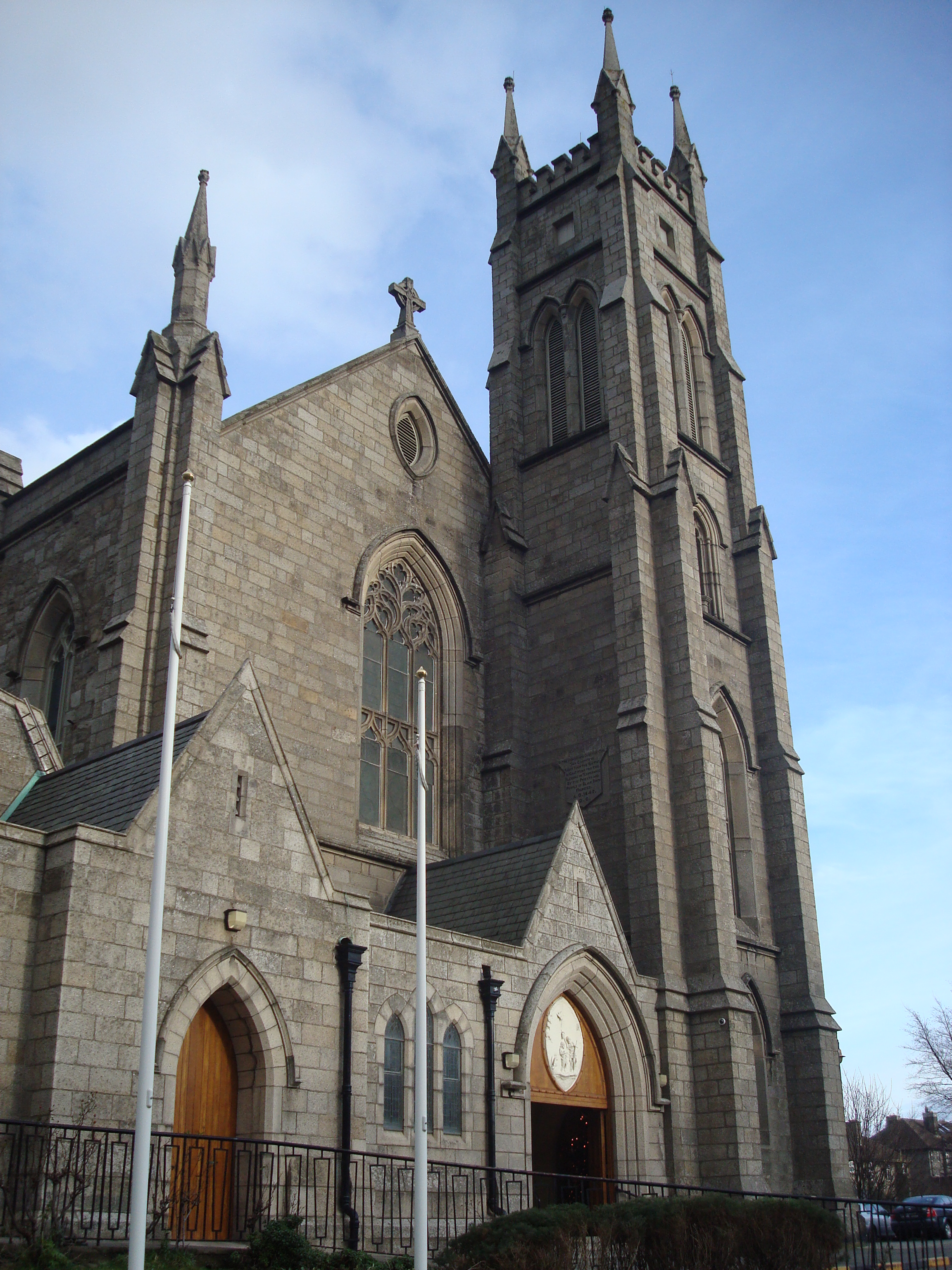
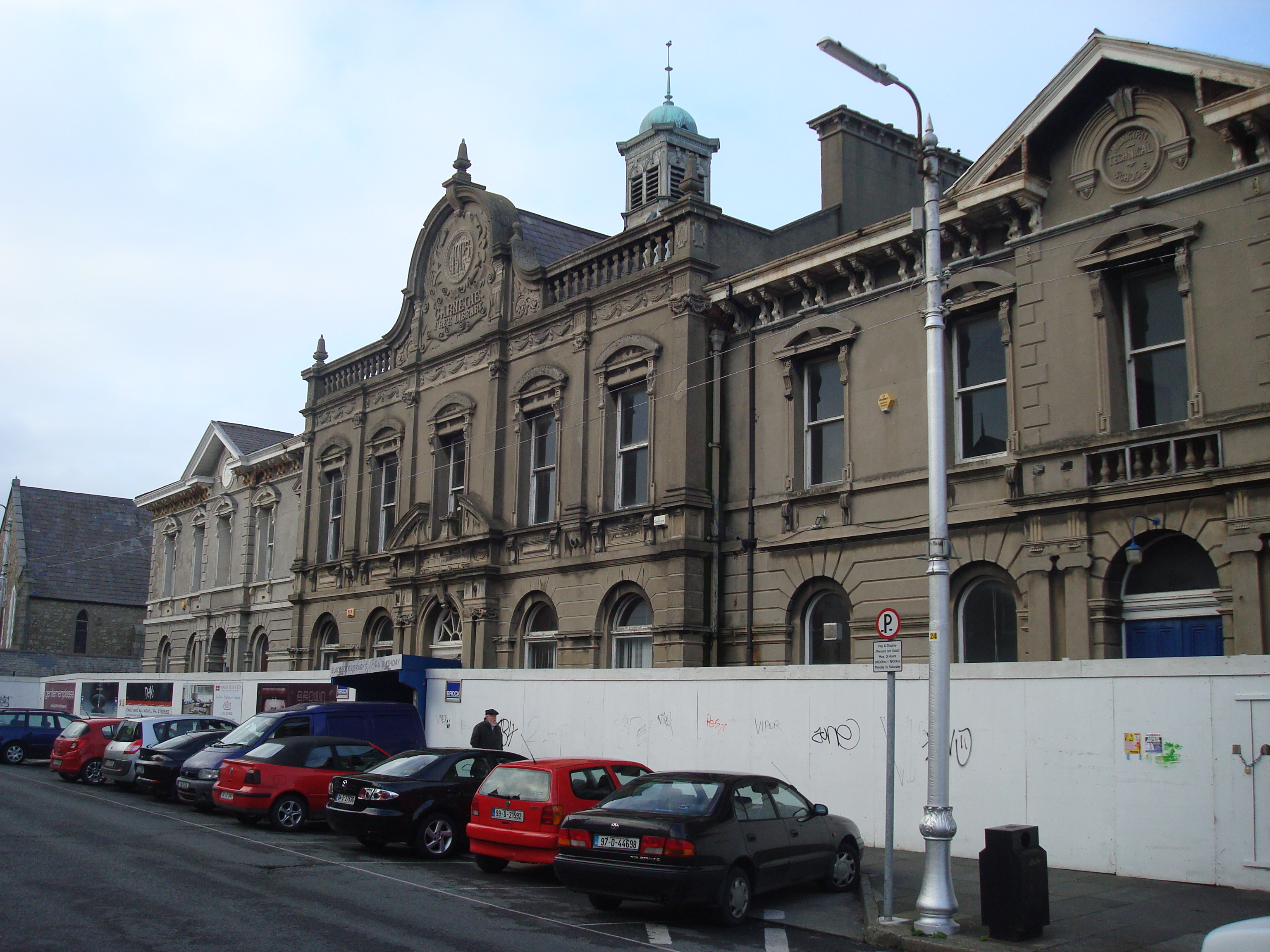
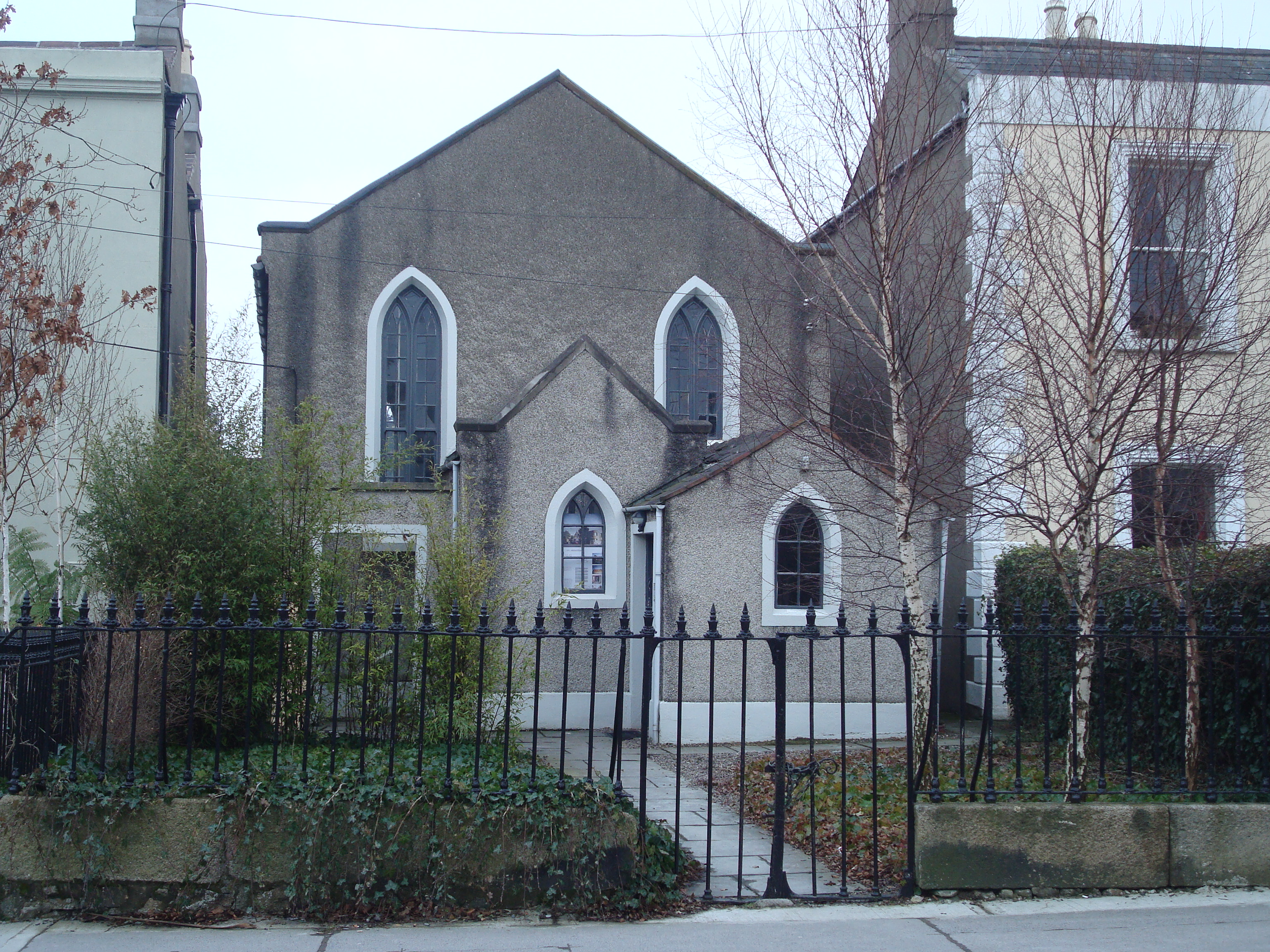
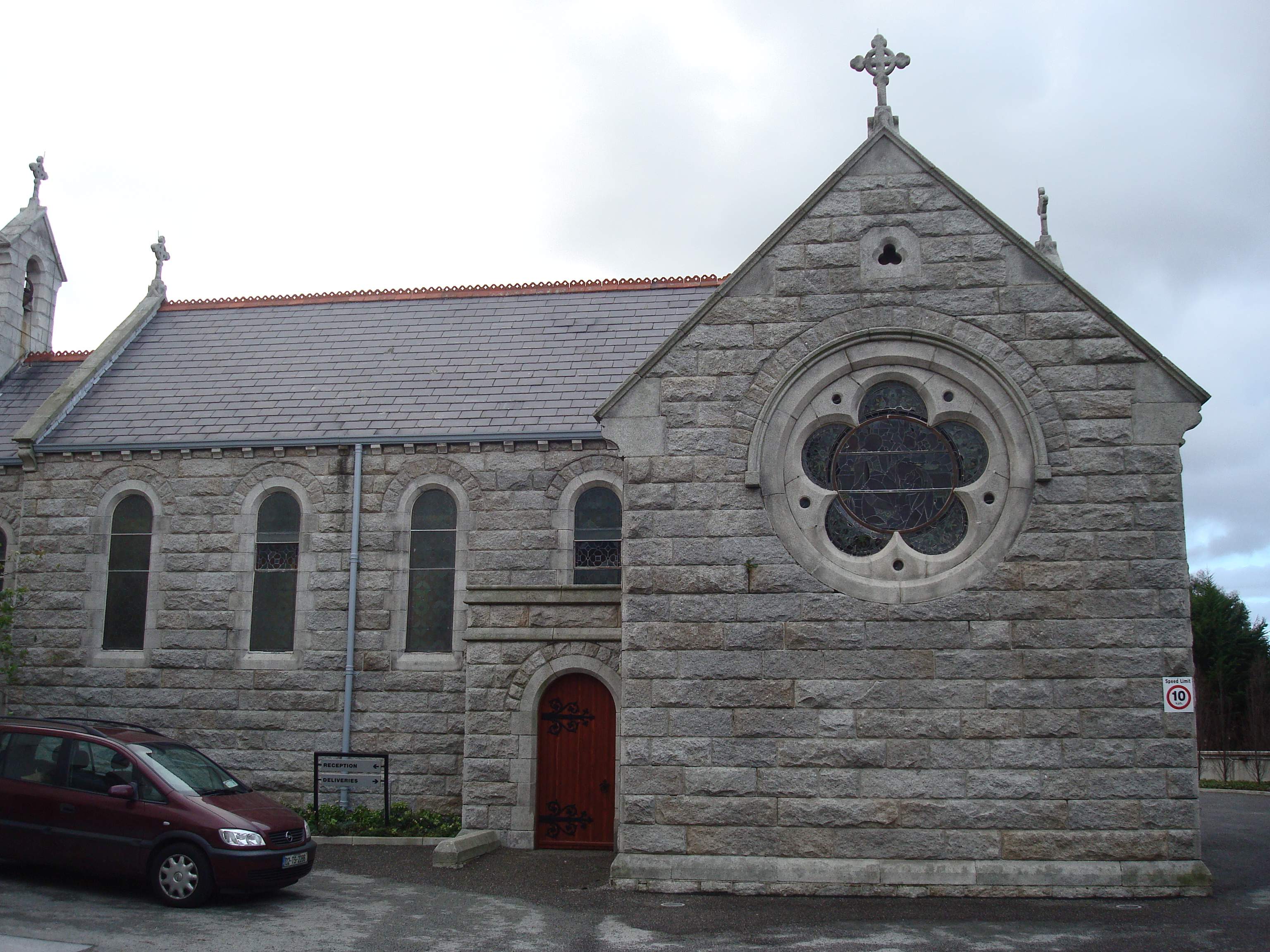
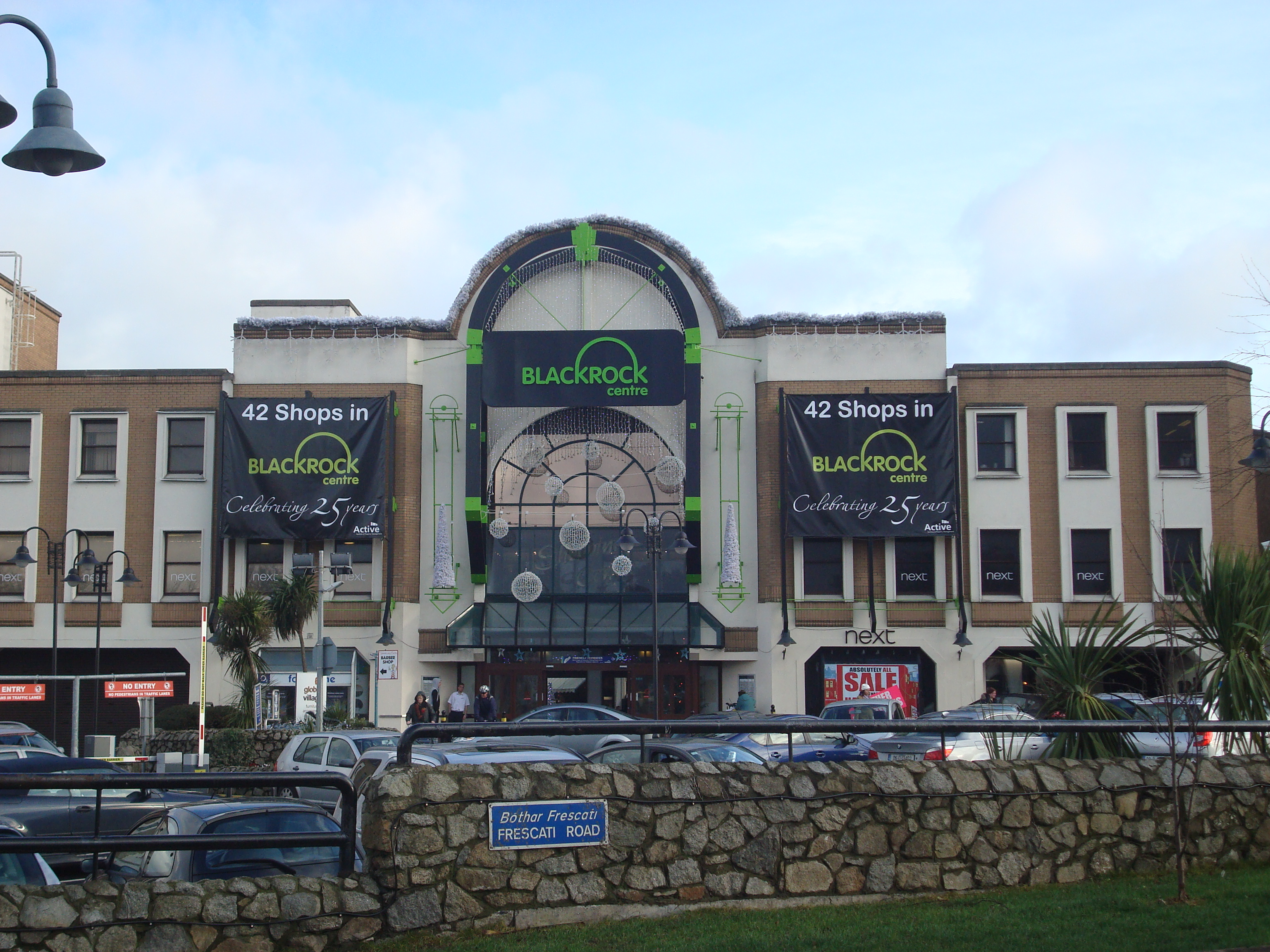